# 英吉利海峽 (南設得蘭群島)
英吉利海峽（英語：English Strait）是南極洲的海峽，位於南設得蘭群島，處於格林尼治島和羅伯特島之間，長17公里、寬2公里，現時由南極條約體系管理。

## 外部連結

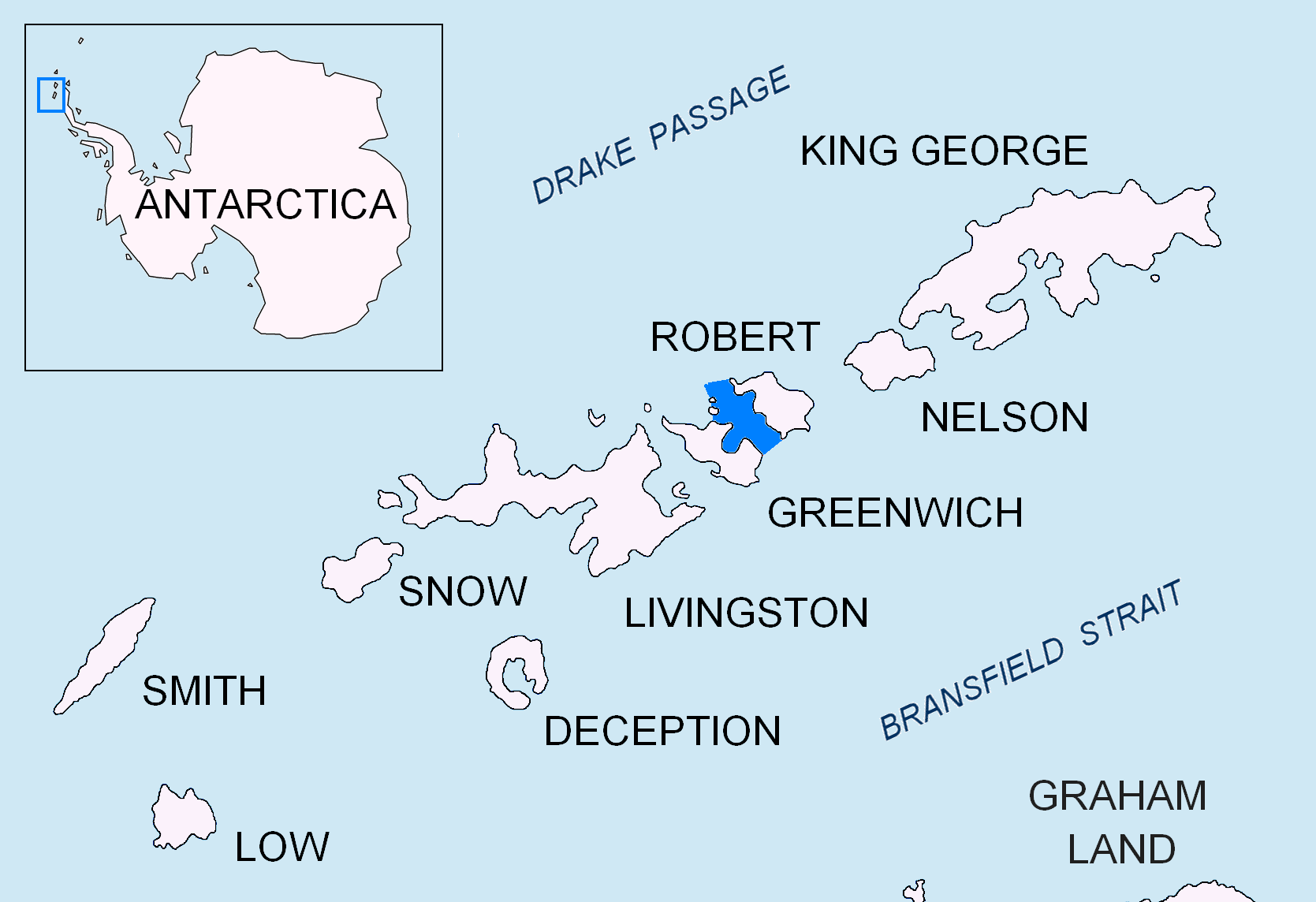

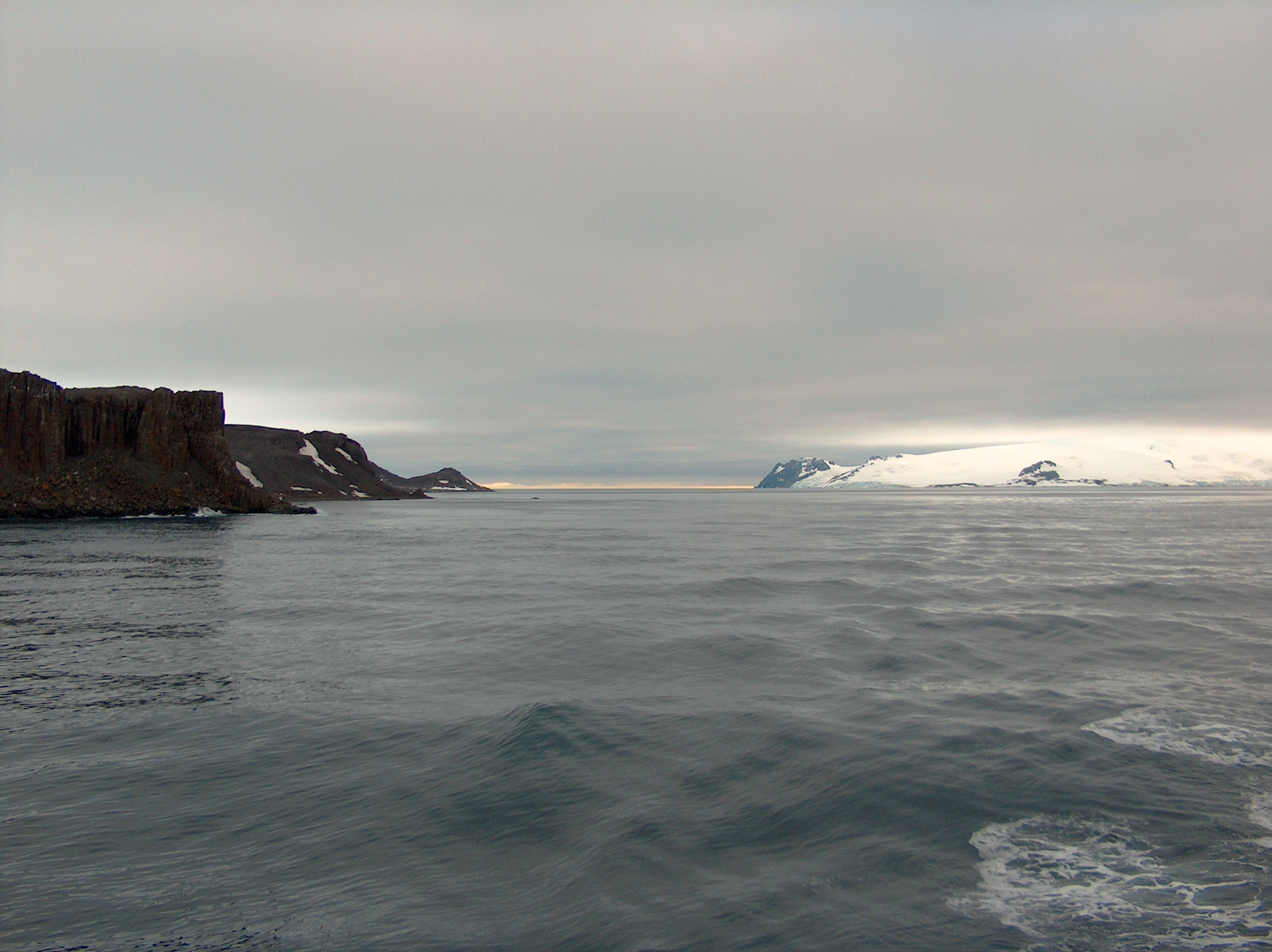

- English Strait. （页面存档备份，存于） SCAR Composite Gazetteer of Antarctica.

62°26′00″S 59°38′00″W / 62.43333°S 59.63333°W